# Anthurium foreroanum
Anthurium foreroanum är en kallaväxtart som beskrevs av Thomas Bernard Croat. Anthurium foreroanum ingår i släktet Anthurium och familjen kallaväxter. Inga underarter finns listade.